# Megaselia gloriosa
Megaselia gloriosa är en tvåvingeart som beskrevs av Borgmeier 1958. Megaselia gloriosa ingår i släktet Megaselia och familjen puckelflugor. Inga underarter finns listade i Catalogue of Life.